# Barry Kramer
Barry D. Kramer (Schenectady, Nueva York, 10 de noviembre de 1942-4 de enero de 2025) fue un jugador de baloncesto estadounidense que disputó dos temporadas de la NBA y una en la ABA. Con 1,93 metros de estatura, jugaba en la posición de escolta.

## Trayectoria deportiva

### Universidad
Jugó durante 4 temporadas con los Violets de la Universidad de Nueva York. En 1962 contribuyó con 17,7 puntos y 9,1 rebotes a que su equipo se clasificaría para el Torneo de la NCAA, llegando a las semifinales regionales, donde cayeron ante Villanova. Al año siguiente fue el segundo máximo anotador del país, promediando 29,3 puntos por partido, a los que añadió 12 rebotes. Esa temporada volvieron de nuevo a las semifinales regionales de la NCAA, cayendo ante Duke, que contaba con el mejor jugador universitario del año, Art Heyman. Fue elegido como mejor jugador de la ciudad de Nueva York, y fue incluido en el primer equipo All-American, repitiendo aparición, esta vez en el tercer equipo, al año siguiente. En el total de su trayectoria colegial promedió 22,5 puntos y 9,3 rebotes por partido.

### Profesional
Fue elegido en la séptima posición del Draft de la NBA de 1964 por San Francisco Warriors, donde no contó con la confianza de su entrenador, Alex Hannum, siendo cortado mediada la temporada, tras promediar 3,1 puntos en poco más de 8 minutos por encuentro. En febrero de 1965 fichó como agente libre por New York Knicks por lo que restaba de temporada. Allí tampoco tuvo suerte, yéndose a jugar entonces a ligas menores, incluido un paso por la CBA en 1969, jugando en los New Haven Elms, donde promedió 13,6 puntos y 5,1 rebotes.
En 1970 fichó por los New York Nets de la ABA, pero únicamente disputó 7 partidos, promediando 3,9 puntos y 1,9 rebotes, en la que sería su última temporada como profesional. En el total de su carrera promedió 3,6 puntos y 1,9 rebotes por noche.

#### Estadísticas

##### Temporada regular
| Temp.   | Edad | Equipo      | Liga  | P  | TIT | MIN  | TC  | TCA | %TC  | 3P  | 3PA | %3P  | TL  | TLA | %TL  | R.OF. | R.DEF. | REB | ASIS | ROB | TAP | PER | FP  | PTS |
| 1964-65 | 22   | TOTAL       | NBA   | 52 |     | 9.8  | 1.2 | 3.6 | .339 |     |     |      | 1.2 | 1.6 | .714 |       |        | 1.9 | 0.8  |     |     |     | 1.3 | 3.6 |
| 1964-65 | 22   | S.Francisco | NBA   | 33 |     | 8.4  | 1.1 | 3.0 | .360 |     |     |      | 0.9 | 1.3 | .682 |       |        | 1.8 | 0.8  |     |     |     | 1.1 | 3.1 |
| 1964-65 | 22   | N.Y.Knicks  | NBA   | 19 |     | 12.2 | 1.4 | 4.5 | .314 |     |     |      | 1.6 | 2.1 | .750 |       |        | 2.2 | 0.8  |     |     |     | 1.6 | 4.4 |
| 1969-70 | 27   | N.Y.Nets    | ABA   | 7  |     | 8.0  | 1.4 | 4.4 | .323 | 0.0 | 0.1 | .000 | 1.0 | 1.1 | .875 | 1.0   | 0.9    | 1.9 | 0.4  |     |     | 1.6 | 1.4 | 3.9 |
| Total   |      |             | TOTAL | 59 |     | 9.5  | 1.2 | 3.7 | .336 | 0.0 | 0.1 | .000 | 1.1 | 1.6 | .728 | 1.0   | 0.9    | 1.9 | 0.7  |     |     | 1.6 | 1.3 | 3.6 |
|         |      |             | NBA   | 52 |     | 9.8  | 1.2 | 3.6 | .339 |     |     |      | 1.2 | 1.6 | .714 |       |        | 1.9 | 0.8  |     |     |     | 1.3 | 3.6 |
|         |      |             | ABA   | 7  |     | 8.0  | 1.4 | 4.4 | .323 | 0.0 | 0.1 | .000 | 1.0 | 1.1 | .875 | 1.0   | 0.9    | 1.9 | 0.4  |     |     | 1.6 | 1.4 | 3.9 |